# 西成典久
西成 典久（にしなり のりひさ、1978年3月13日 - ）は、日本の工学者。香川大学経済学部教授。
専門は、都市計画、景観デザイン・形成史、まちづくり。博士（工学）（東京工業大学）。

## 略歴
1978年3月13日、東京都中野区に生まれる。2000年、東京工業大学工学部社会工学科卒業。2007年、東京工業大学大学院社会理工学研究科社会工学専攻博士課程修了。立教大学観光学部講師を経て、 2009年4月より香川大学経済学部に採用され、同大教授となる。
『都市広場をめぐる石川栄耀の活動に関する研究』（2007年）で、東京工業大学より、博士（工学）の学位を授与され、同論文で、日本都市計画学会・論文奨励賞受賞を受賞した。
主著『高松海城町の物語：瀬戸内海の海城が開いた都市デザイン』（2024年）にて、日本都市計画学会・論文賞を受賞するなど、都市デザイン分野を牽引する。
行政分野では、高松市中央公園再整備検討委員会、丸亀市都市景観審議会、丸亀市未来を築く地域戦略会議、善通寺市総合政策審議会の各会長・委員長を務めるほか、各種審議会等にて委員を務める。
2022年2月26日（土）放送の、NHK総合テレビ『ブラタモリ』で、四国危機管理教育・研究・地域連携推進機構の長谷川修一特任教授ともに、ガイド役を務めた。
香川大学の「まちづくり・デザイン研究室（Regional Debelopment and Design Laboratory）」を設置し、「屋島山上ちょうちんカフェ」をはじめ、学生とともに地域活性化プロジェクトを指導する。

## 著書
- 『高松海城町の物語　瀬戸内の海城が開いた都市デザイン』（瀬戸内人、 2024年）
- 中島直人・西成典久・初田香成・佐野浩祥・津々見崇（共著）『都市計画家石川栄耀　都市探究の軌跡』（鹿島出版会、2009年）

## 受賞
- 「日本都市計画学会・論文賞」2025年。
- 「香川大学学長表彰」2020年[6]。
- 「高松市美しいまちづくり賞（設計）」2012年。
- 「日本都市計画学会・石川奨励賞」2010年。
- 「日本都市計画学会・論文奨励賞」2008年。

顧問を務めた学生プロジェクトに対して：
- 西成ゼミ・ちょうちんカフェ「観光庁長官賞」、観光庁「学生観光論文コンテスト」2019年。
- 学生プロジェクト・なえどこ「地方創生大臣賞」、 内閣府「地方創生☆政策アイデアコンテスト」2017年。
- 学生プロジェクト・またたび「最優秀賞」、日本観光振興協会「学生による観光振興に関するアイデア・研究発表」2012年。[7]